# Tetragoneura arcuata
Tetragoneura arcuata är en tvåvingeart som beskrevs av Sherman 1921. Tetragoneura arcuata ingår i släktet Tetragoneura och familjen svampmyggor.
Artens utbredningsområde är British Columbia. Inga underarter finns listade i Catalogue of Life.